# 扁枝衣属
扁枝衣属（學名：Evernia）是一種地衣，也譯作木狀苔屬，屬於子囊菌门茶漬綱茶漬目梅衣科。

## 形態
扁枝衣属物種通常頂部為綠色，底部為白色，通常呈對稱的分叉狀生長，子囊多呈棍棒狀，內有八枚子囊孢子，子囊孢子中具有厚壁，沒有隔膜，呈橢球狀。與本屬形態相近的樹花屬全株皆為綠色，且通常分叉不為對稱。

## 生態
扁枝衣属对于空气污染的敏感性高，通常出現在無空汙的環境，被认为是衡量空气洁净的指标，通常分布于乡村树木與灌叢的树干上。

## 物種
2005年一則研究以rDNA序列分析本屬物種間的親緣關係，結果顯示扁枝衣與裸扁地衣的關係較近，來自兩物種的許多樣本共同形成一演化支，橡苔則與其他三物種親緣關係較遠，反而與梅衣屬的石梅衣關係較近。
- 柔扁枝衣 Evernia divaricata (L.) Ach.[5]
- 裸扁地衣 Evernia esorediosa (Müll.Arg.) Du Rietz[6]
- Evernia illyrica (Zahlbr.) Zahlbr.
- 扁枝衣 Evernia mesomorpha Nyl.，生于树枝、树干、枯枝及灌丛上。
- Evernia perfragilis Llano
- 橡苔 Evernia prunastri (L.) Ach.，普氏扁枝衣，本属的模式种，在化妝品工業中，本種的萃取物可用作許多種男性與女性化妝品的固定劑與香氣來源[7]。

## 外部連結
- 扁枝衣属在Index Fungorum中的資訊